# Eckarfjärden
Eckarfjärden är en sjö i Östhammars kommun i Uppland och ingår i Tämnarån-Forsmarksåns kustområde. Sjön är 2,6 meter djup, har en yta på 0,224 kvadratkilometer och är belägen 6 meter över havet. Vid provfiske har bland annat abborre, gers, gädda och mört fångats i sjön.

## Delavrinningsområde
Eckarfjärden ingår i det delavrinningsområde (670370-162602) som SMHI kallar för Rinner mot Öregrundsgrepen. Medelhöjden är 8 meter över havet och ytan är 82,92 kvadratkilometer. Det finns inga avrinningsområden uppströms utan avrinningsområdet är högsta punkten. Avrinningsområdets utflöde mynnar i havet, utan att ha någon enskild mynningsplats. Avrinningsområdet består mestadels av skog (83 procent). Avrinningsområdet har 1,35 kvadratkilometer vattenytor vilket ger det en sjöprocent på 1,6 procent.

## Fisk
Vid provfiske har följande fisk fångats i sjön:
- Abborre
- Gärs
- Gädda
- Mört
- Sutare